# Dischidia striata
Dischidia striata är en oleanderväxtart som beskrevs av Rudolf Schlechter. Dischidia striata ingår i släktet Dischidia och familjen oleanderväxter. Inga underarter finns listade i Catalogue of Life.